# ドナルド・リンデン＝ベル
ドナルド・リンデンベル（Donald Lynden-Bell, 1935年4月5日 - 2018年2月5日）は、イギリスの天体物理学者である。銀河中心の超巨大ブラックホールの存在を提案したことで知られる。

## 生涯
ドーバーで生まれ、ケンブリッジ大学で学んだ。アメリカ合衆国で2年ほど働いた後、1962年にケンブリッジで応用数学の講師、1972年から天文物理学の教授となり、天文学研究所の所長や王立天文学会の会長を務める。1962年オリン・エッゲン、アラン・サンデージといわゆる ELS 論文として知られる銀河系の形成過程に関する論文を発表した。1969年には大きなエネルギーを放出しているクエーサーが大質量ブラックホールをエネルギー源としているという理論を発表した。後に多くの銀河の中心に超巨大ブラックホールがあるという理論に拡張された。また巨大重力源（グレート・アトラクター）の存在を仮定した最初の一人でもある。 1978年王立協会フェロー選出。

## 受賞歴
- カール・シュヴァルツシルト・メダル (1983年)
- エディントン・メダル (1984年)
- ブラウワー賞 (1990年)
- イギリス王立天文学会ゴールドメダル (1993年)
- ブルース・メダル（1998年）
- ジョン・カーティー賞 (2000年)
- ヘンリー・ノリス・ラッセル講師職 (2000年)
- カヴリ賞（2008年）

## 命名
小惑星：(18235) Lynden-Bell